# ガラスの墓標
『ガラスの墓標』（ガラスのぼひょう）は、高階良子による日本の漫画作品。
『なかよし』（講談社）にて1975年7月号「ガラスの墓標（前編） 〜夏の恐怖シリーズ第2弾〜」に連載された。

## 書誌情報
- ガラスの墓標、初版発行日 1978年4月5日
  - バイオレットシャトーの昼さがり／わたしの中にへびがすむ!